# 로베르 2세 다르투아

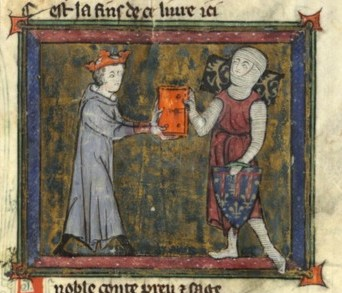

로베르 2세 다르투아(Robert II d'Artois)는 1250년 9월 로베르 1세와 마틸드 드 브라방의 유복자로 태어나자마자 아르투아 백작이 되어, 1302년 7월 11일 황금박차 전투 중 쿠르트레 근처에서 사망한 귀족이다. 8차 십자군에 참전한 기사였던 로베르 2세는 나폴리 왕국의 공동 섭정이기도 했다(1285년 1월-1289년 9월).
어머니의 재혼 후, 로베르는 4살까지 이모 베아트리스 드 쿠르트레에게 맡겨졌다. 브라방 공작가 출신의 이모는 쿠르트레 성에 있는 작은 궁정에 둘러싸여 있었다. 그녀는 유럽 각국에 보내는 편지로 로베르 다르투아의 교육을 수행했다.
삼촌이자 대부이던 국왕 성 루이에 의해 기사가 된 로베르 2세는 튀니스 십자군에 참여하여(1270년) 맹렬한 전사로서의 모습을 보이며, 이전 십자군 때 죽었던 아버지의 복수를 하길 원했다.